# Scelta d'amore - La storia di Hilary e Victor
Scelta d'amore - La storia di Hilary e Victor (Dying Young) è un film del 1991 diretto da Joel Schumacher. Il film è tratto da un romanzo di Marti Leimbach.

## Trama
Hilary, una giovane ragazza di provincia, quando scopre che il fidanzato la tradisce, decide di cambiare vita e inizia a cercarsi un nuovo lavoro. Presentatasi ad un colloquio con il signor Richard Geddes, per un impiego come infermiera personale del figlio Victor, viene respinta, ma sarà lo stesso Victor, in seguito, a volerla conoscere e ad assumerla come infermiera privata.
Il ragazzo, colpito da una grave forma di leucemia, è soggetto a violente crisi causate dalle sedute di chemioterapia, ma Hilary con la sua tenacia, tiene duro e gli resta accanto, aiutandolo e sostenendolo. Victor è un ragazzo colto e raffinato, lei invece è una ragazza povera e ignorante, ma i due con il passare del tempo si avvicineranno sempre di più fino ad innamorarsi. Si trasferiscono infatti in un piccolo villaggio di pescatori nel quale trascorreranno delle giornate d'amore e tranquillità.
Victor all'insaputa di Hilary ha interrotto la cura e prova a nascondere il dolore con delle iniezioni di morfina, ma le crisi si moltiplicano e Hilary, una volta scoperto l'inganno, telefona al signor Geddes per far ricoverare Victor in ospedale. Infine è proprio lei a convincerlo a riprendere le cure, promettendo di restargli accanto nel bene e nel male.

## Incasso
Il film incassò più di 82 milioni di dollari.